# WYSIWYG

Nel programma a sinistra viene usato un editor WYSIWYG per produrre un documento Lorem ipsum. Quello a destra contiene invece un codice LaTeX che, quando compilato, produrrà un risultato molto simile a quello del documento a sinistra.

WYSIWYG è l'acronimo che sta per l'inglese What You See Is What You Get ("quello che vedi è quello che ottieni" o "ottieni quanto vedi"). Il termine è proprio del campo dell'informatica ed ha sostanzialmente tre significati.

## Descrizione
Il primo significato si riferisce al problema di ottenere sulla carta del testo e/o immagini che abbiano una disposizione grafica equivalente a quella visualizzata sullo schermo del pc. I primi software e le prime stampanti nell'ambito dell'utenza domestica non davano in stampa risultati pienamente soddisfacenti, e questo problema fu superato con l'introduzione di nuovi dispositivi e software. Pionieri furono il sistema di codifica dei caratteri TrueType sviluppato dalla Apple Computer e il programma Adobe Type Manager. Il sistema operativo Microsoft Windows ha supportato sin dalle sue prime versioni questo tipo di stampa, avendo Microsoft immediatamente eliminato il sistema TrueType.
Con il tempo il significato dell'acronimo si è esteso per analogia anche ad alcune problematiche nella creazione di pagine web. Per intenzione dei suoi creatori, il codice HTML descrive le pagine in maniera logica e non dà nessuna informazione sulla disposizione grafica degli elementi al dispositivo o al browser che dovrà interpretare il codice. Per superare il problema sono stati sviluppati nuovi standard. Uno di questi è il foglio di stile (CSS: Cascading Style Sheets, Fogli di stile a cascata), che è un codice che tra le sue potenzialità possiede anche quella di poter descrivere, entro ragionevoli limiti, l'aspetto grafico di una pagina web (questo purché il dispositivo o il browser che interpretano il codice della pagina siano compatibili con i fogli di stile).
L'ultimo significato, infine, si riferisce:
- agli editor HTML incorporati nelle pagine web che permettono di modificare pagine web non dal codice, bensì come da un normale software di videoscrittura;
- a programmi analoghi, ma più sofisticati, che vengono eseguiti normalmente dal sistema operativo, anche con funzionalità più avanzate, come la connessione ftp.

L'acronimo che si riferisce al concetto opposto è What You See Is What You Mean, e si riferisce all'effetto che producono determinati linguaggi, software o standard di non poter controllare l'aspetto finale del documento prodotto. Fuori dal campo dell'informatica, è utilizzato in giochi da tavolo con modellini (ad esempio Warhammer) per indicare che le abilità e gli equipaggiamenti dei quali il personaggio o l'unità può disporre durante il gioco sono quelli effettivamente rappresentati sul modello.

### Vantaggi degli editor WYSIWYG
I principali vantaggi sono:

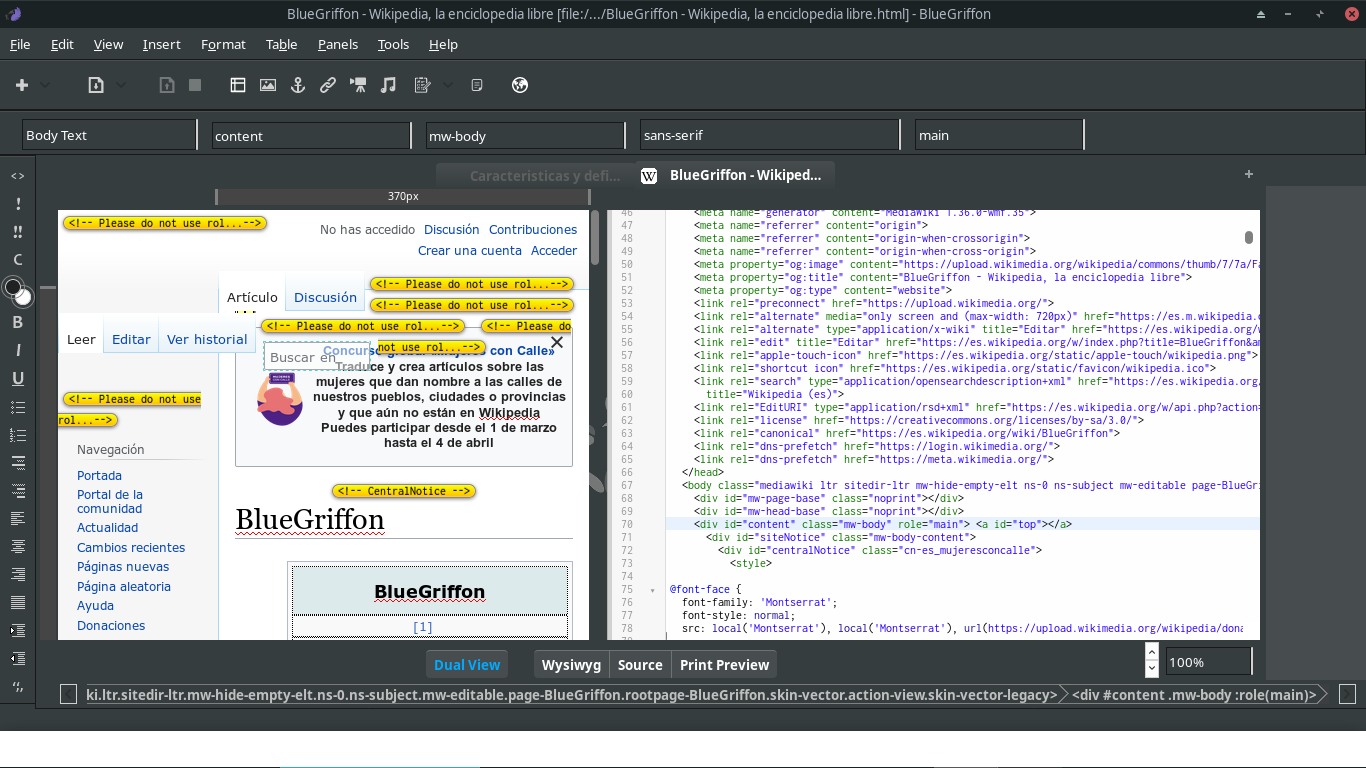
Interfaccia del WYSIWYG BlueGriffon a doppia visione: a sinistra la pagina web in anteprima, a destra il codice corrispondente.

- Risulta un metodo più facile e veloce rispetto a scrivere il codice a mano.
- Non sono richieste conoscenze di programmazione.
- Fornisce una piattaforma per iniziare a imparare l'HTML.
- Permette un maggiore controllo creativo mentre ci si concentra maggiormente su come appare il design invece che su come appare il codice HTML.
- Esiste un'ampia gamma di software open source tra cui scegliere, quindi i costi di licenza possono essere molto bassi o inesistenti rispetto a un corso di HTML e CSS.
- Evidenziazione della sintassi (syntax highlighitng).
- Scorciatoie da tastiera per rendere rapido l'inserimento dei tag.
- Procedimenti guidati per la definizione dei layout.
- Suggerimenti durante la stesura del codice.
- Autocompletamento dei tag.
- possibilità di vedere immediatamente durante la costruzione della pagina il risultato finale, come accade con i programmi di grafica editoriale.

### Svantaggi degli editor WYSIWYG
Per contro, questi editor presentano anche degli aspetti meno vantaggiosi:
- Molto del codice HTML creato dagli WYSIWYG è superfluo, il che rende le pagine web pesanti in termini di KB.
- Il codice HTML generato potrebbe non essere conforme agli standard web esistenti (W3C).
- Alcuni editor WYSIWYG producono file con le proprie estensioni (ad esempio .FPHTML di FrontPage) e non direttamente file HTML[7].
- Alcuni editor WYSIWIG supportano i CSS esterni durante e altri no, costringendo l'utente ad utilizzare i CSS inline e/o le tabelle (metodi obsoleti e penalizzanti).
- Spesso le pagine web create con WYSIWYG sono difficili da ottimizzare per i motori di ricerca e difficilmente interpretabili dagli screen readers.
- Spesso non si impara il codice se non lo si scrive a mano ma cliccando comandi automatici di generazione codice degli WYSIWYG.
- La conoscenza del codice HTML rispetto alla conoscenza degli editor WYSIWYG è molto più richiesta sul mercato perché è più flessibile e profonda, il che consente di portare a termine una gamma più ampia di attività.
- Per creare particolari layout e/o effetti animati gli WYSIWYG non possono essere d'aiuto, è necessario conoscere il codice.
- A volte l'anteprima della pagina web che offrono gli WYSIWYG non risulta identico a ciò che si vede sui browser.
- Una pagina prodotta attraverso un editor visuale solitamente è interpretata nei modi più disparati dai diversi browser. Anche la risoluzione dello schermo in questo senso potrebbe incidere. Per ovviare a questo problema alcuni browser supportano dei fogli di stile propri che sostituiscono quelli di chi ha creato la pagina.
- Nel caso la pagina web dovesse essere presa in mano e modificata da un conoscitore del codice, egli farà molta più fatica a causa della prolissità e/o dell'erroneità del codice

## Variazioni
- WYSIAYG (What You See Is All You Get) - usato per segnalare che gli utenti più esperti nell'editing sono limitati dall'interfaccia di modifica messa a loro disposizione.[8]
- WYSIWYW (What You See Is What You Want) - riferito all'editor GNU TeXmacs, che permette una maggiore personalizzazione rispetto a WYSIWYG.[9]
- WYTIWYG (What You Think Is What You Get) - principio del Wiki di Ward Cunningham, dove "il risultato formattato appare come ci si aspetta".[10][11]
- YAFIYGI (You Asked For It, You Got It) - descrive un sistema di editing testuale senza WYSIWYG, dove gli utenti spesso ottengono risultati imprevisti. Considerato l'opposto di WYSIWYG.[12][13][14][15]
- WYSIAYG (What You See Is All You Get) - indica che gli utenti avanzati a volte sono limitati dall'interfaccia utente.[8]
- WYSIAWYG (What You See Is Almost What You Get) - simile a WYSIMOLWYG.[16]
- WYSIMOLWYG (What You See Is More Or Less What You Get) - poiché molte implementazioni WYSIWYG sono imperfette.[16]
- WYGIWYG (What You Get Is What You Get) - simile a WYSIAYG, WYSIMOLWYG o WYSINWYW.[17]
- WYGIWYS (What You Get Is What You See) - usato in informatica per descrivere un'interfaccia orientata ai risultati, come il "Ribbon" di Microsoft Office 2007.[18]